# Општина Будешти (Бистрица-Насауд)
Будешти (рум. Budeşti) општина је у Румунији у округу Бистрица-Насауд.
Oпштина се налази на надморској висини од 343 m.